# 棕榈滩市政厅
棕榈滩市政厅（Palm Beach Town Hall）是美国佛罗里达州棕榈滩的一座历史建筑。位于县南路（South County Road）360号。2005年1月28日列入国家史迹名录。
建于1925年，由哈维和克拉克建筑师事务所（Harvey & Clarke）设计，几位著名建筑师进行了扩建和翻新。

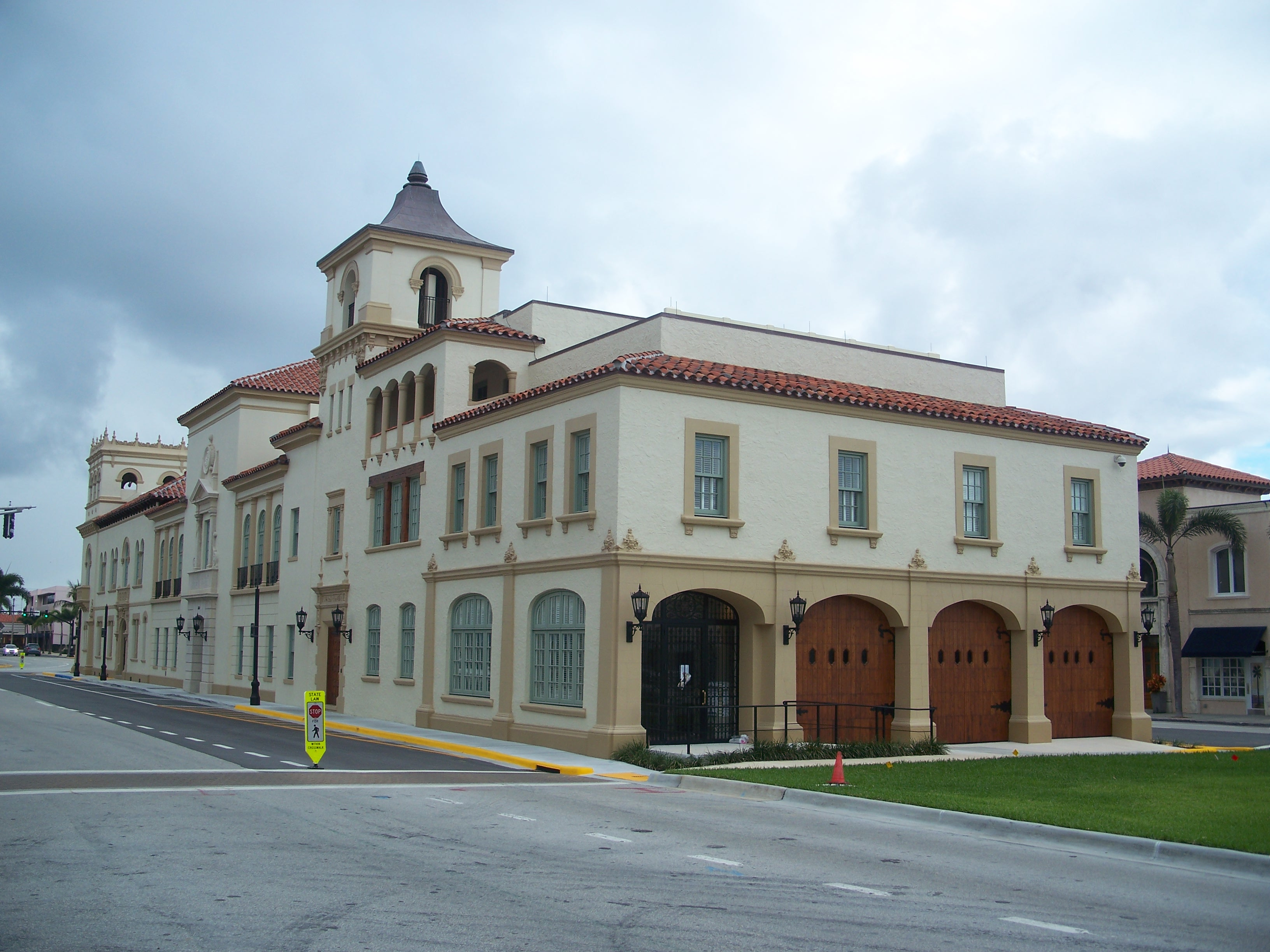
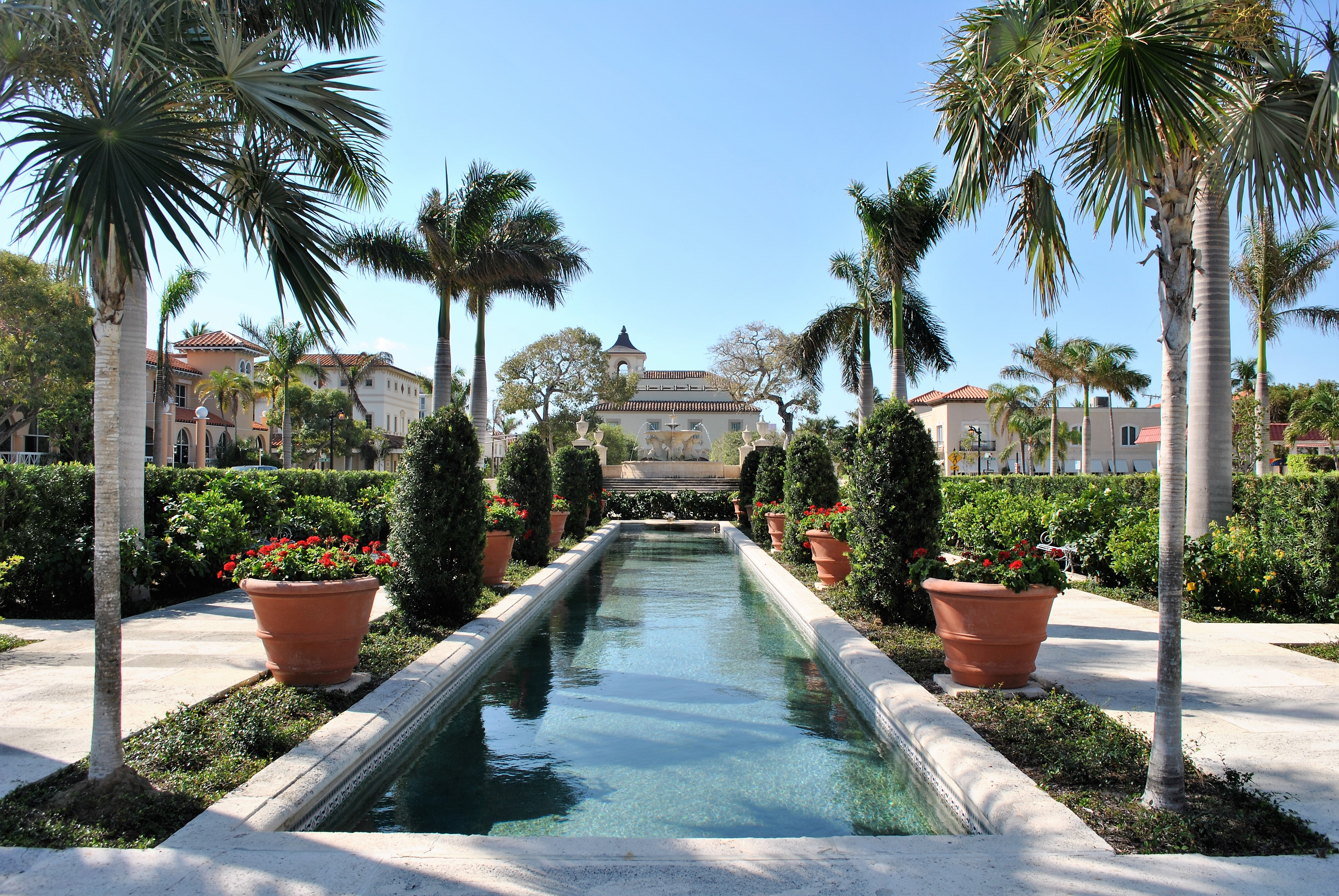